# Acartauchenius derisor
Acartauchenius derisor är en spindelart som först beskrevs av Simon 1918.  Acartauchenius derisor ingår i släktet Acartauchenius och familjen täckvävarspindlar.
Artens utbredningsområde är Frankrike. Inga underarter finns listade i Catalogue of Life.